# エア・アンティル

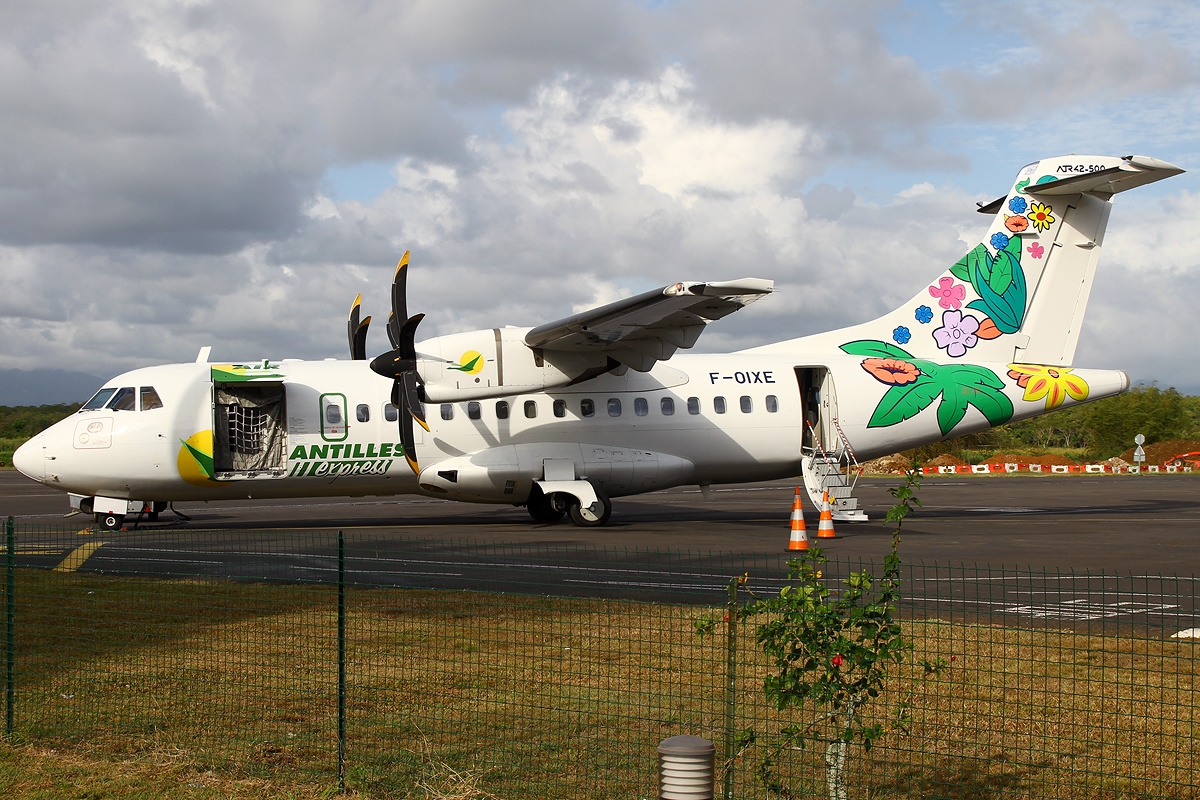

エア・アンティル（Air Antilles）とは、フランスの海外県グアドループにあるポワンタピートル国際空港に拠点を置く航空会社である。フランス領アンティルの定期航空運航サービスを運営する。

## 歴史
2002年12月18日、エア・ガイアン・エクスプレスの子会社として、運航を開始した。なお、ブランド名は違うが、コールサイン、IATAおよびICAOコードを共有している。フランスを拠点とする会社であるTravel Technology Interactiveによって開発されたZenithを航空会社予約システムとして使用している。
2016年、航空会社は社名をエアアンティリーズに変更し、最初のATR 72-600を導入、また、カラーリングをリニュアールした。

## 就航都市
| アンティグア・バーブーダ | オズボーン             | V.C.バード国際空港                     |  |
| バルバドス               | ブリッジタウン         | グラントレー・アダムス国際空港         |  |
| ドミニカ国               | マリゴ                 | ダグラス・チャールズ空港               |  |
| ドミニカ国               | ロゾー                 | ケインフィールド空港                   |  |
| ドミニカ共和国           | プンタカナ             | プンタ・カナ国際空港                   |  |
| ドミニカ共和国           | サントドミンゴ         | ラス・アメリカス国際空港               |  |
| グアドループ             | ポワンタピートル       | ポワンタピートル国際空港               |  |
| マルティニーク           | フォール・ド・フランス | マルティニーク・エメ・セゼール国際空港 |  |
| プエルトリコ             | サンフアン             | ルイス・ムニョス・マリン国際空港       |  |
| サン・バルテルミー       | サンジャン             | グスタフ3世空港                        |  |
| セントルシア             | カストリーズ           | ジョージ F.L. チャールズ空港           |  |
| サン・マルタン           | グランドケース         | レスペランス空港                       |  |
| シント・マールテン       | フィリップスバーグ     | プリンセス・ジュリアナ国際空港         |  |